# Узорчатый полоз
Узо́рчатый по́лоз (лат. Elaphe dione) — вид неядовитых змей из семейства ужеобразных.

## Описание

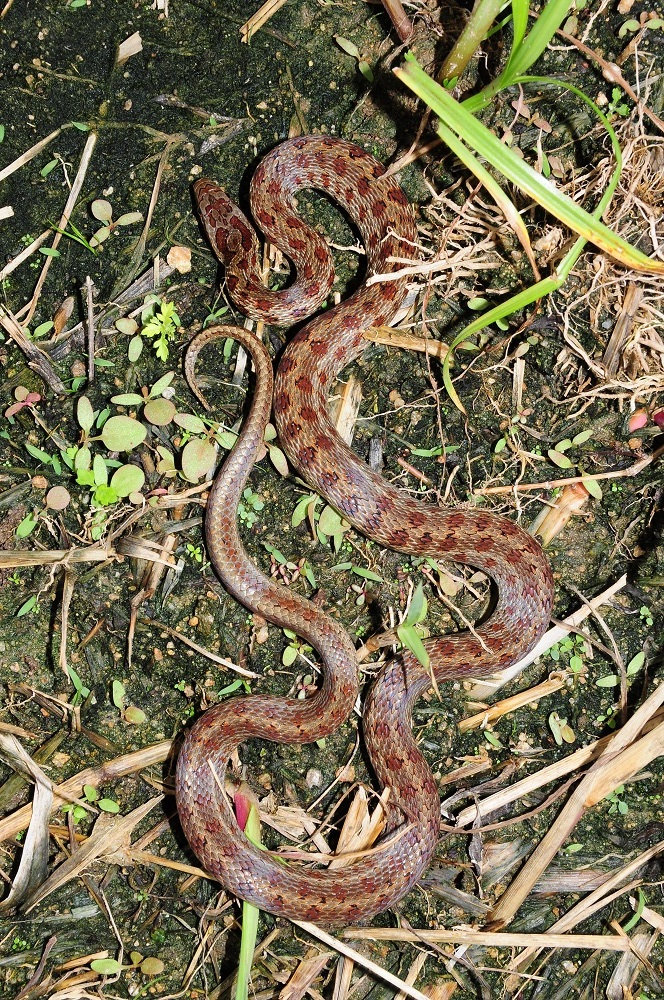

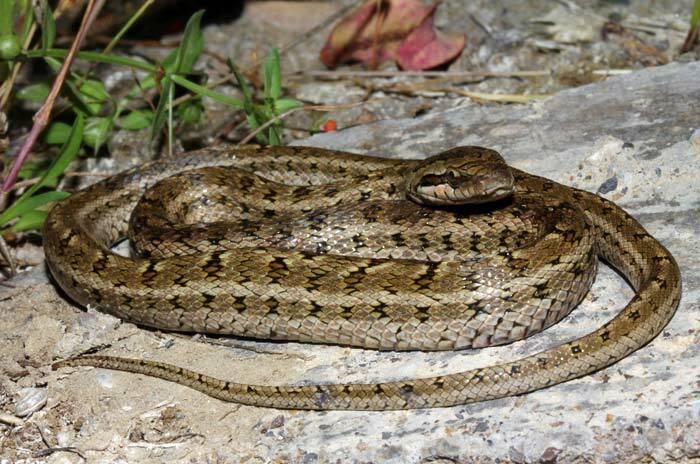

Достигает в длину 1,5 м, хвост, как правило, не превышает 17—30 см. Предглазничный щиток иногда может быть частично разделён снизу. Ширина межчелюстного и межносовых щитков больше их собственной высоты. Предлобные щитки соприкасаются с надглазничными, а единственный скуловой — имеет трапециевидную форму. Заглазничных щитков от одного до трёх, верхнегубных — восемь (реже семь или девять), подхвостовых — 44—78, вокруг тела — 23—28 чешуй. У самцов — 171—201 брюшных щитков, а у самок — 187—214. Анальный щиток у них разделён, четвёртый или пятый губной — касается глаза. Височных щитков — 2—3 и 3—4 в каждом из двух вертикальных рядов. Чешуя на боках тела гладкая, а на спине — со слабыми рёбрышками и двумя апикальными порами.
Вид характеризуется очень изменчивой окраской. Общий фон тела сверху серовато-буроватый, иногда с коричневым оттенком, с четырьмя бурыми продольными полосами (две из которых вытягиваются на хвост) и с черноватыми пятнами. На верхней поверхности головы расположен специфический рисунок, меняющийся с возрастом. От глаз к шее проходит тёмная височная полоса. Брюхо сероватое или желтоватое с красноватым крапом и иногда тёмными пятнами. У этого вида известны меланисты. Однотонно окрашенные особи были описаны как самостоятельные подвиды, но дальнейшими исследованиями было установлено, что эти формы — всего лишь варианты популяционной изменчивости вида. В период линьки окраска существенно меняется и часто становится менее контрастной.

## Распространение
Встречается от Кореи, Приморья, Монголии и Северного Китая через Центральную Азию (Кыргызстан, Таджикистан, Узбекистан, Туркменистан), Казахстан и Южную Сибирь (включая остров Ольхон), Башкортостан, Оренбургскую и Самарскую области (самое северное место обитания — Самарская Лука) до Украины, Закавказья (Грузии, Азербайджана, Армении), Северного Ирана, и до Афганистана. Подвидов не образует.

## Образ жизни
Узорчатый полоз хорошо приспособлен к обитанию в самых разных условиях нескольких природных зон: от степей и пустынь до хвойных и смешанных лесов. Встречается в поймах и долинах рек, тугаях и тростниках, на альпийских лугах и окраинах болот, солончаках и такырах, барханах и рисовых полях, в садах и виноградниках, в арчевниках (можжевеловых редколесьях) и по каменистым склонам гор, поднимаясь на высоту до 3600 м над уровнем моря. Великолепно лазает и быстро передвигается как по ветвям деревьев, так и по земле, отлично плавает и ныряет. В качестве укрытий использует пустоты под корнями и в прикорневой зоне деревьев, дупла и трещины почвы.
В рацион входят мелкие млекопитающие (основной вид корма во многих частях ареала), птицы, змеи, земноводные, рыбы и насекомые. В зависимости от биотопических предпочтений полоза состав корма может меняться в сторону преобладания одного из их типов. Поедает птенцов из птичьих кладок. Яйцо при этом заглатывает, широко открывая пасть, а скорлупу раздавливает нижними отростками позвонков (гипапофизами), надавливая ими на дорсальную стенку пищевода. Известны случаи каннибализма. Жертва заглатывается с головы.

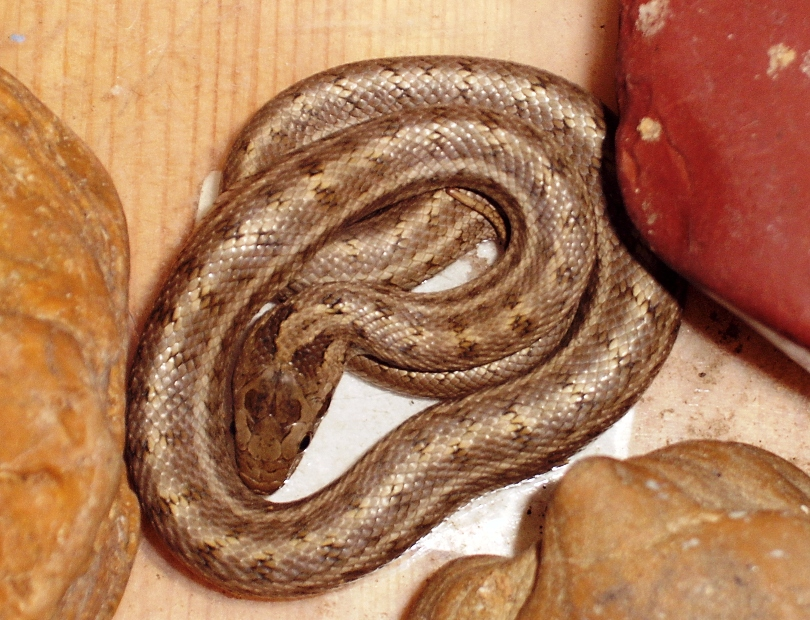
Молодой узорчатый полоз

Ведёт дневной образ жизни. Зимовка длится с сентября—ноября по март—апрель. На юге ареала из зимних убежищ появляется уже в феврале. Спаривание происходит в апреле—мае, но в ряде мест (в Приморье, например) брачный период удлиняется до июня. Обычно яйца откладывает в лесной подстилке или перепрелой траве у водоёмов, трухе гнилых деревьев. В кладках от 5 до 24 яиц разной длины (16, 30—17, 56 мм). Известны коллективные кладки объёмом до 120 яиц, из которых порой выживает лишь половина. Инкубационный период длится около месяца (часто сокращается почти до двух недель благодаря тому, что развитие зародышей начинается ещё в яйцеводах самки). Молодые особи появляются с июля по сентябрь и имеют длину 18—25 см, вес 2,8—9,3 г. Первыми на зимовку уходят взрослые особи.
К числу врагов узорчатого полоза относятся хищные млекопитающие и птицы (в частности, степной орел). Хорошей защитой от них является быстрое передвижение в укрытия или на ветви деревьев.

## Галерея

Узорчатый полоз в естественной среде
Узорчатый полоз висит на доске
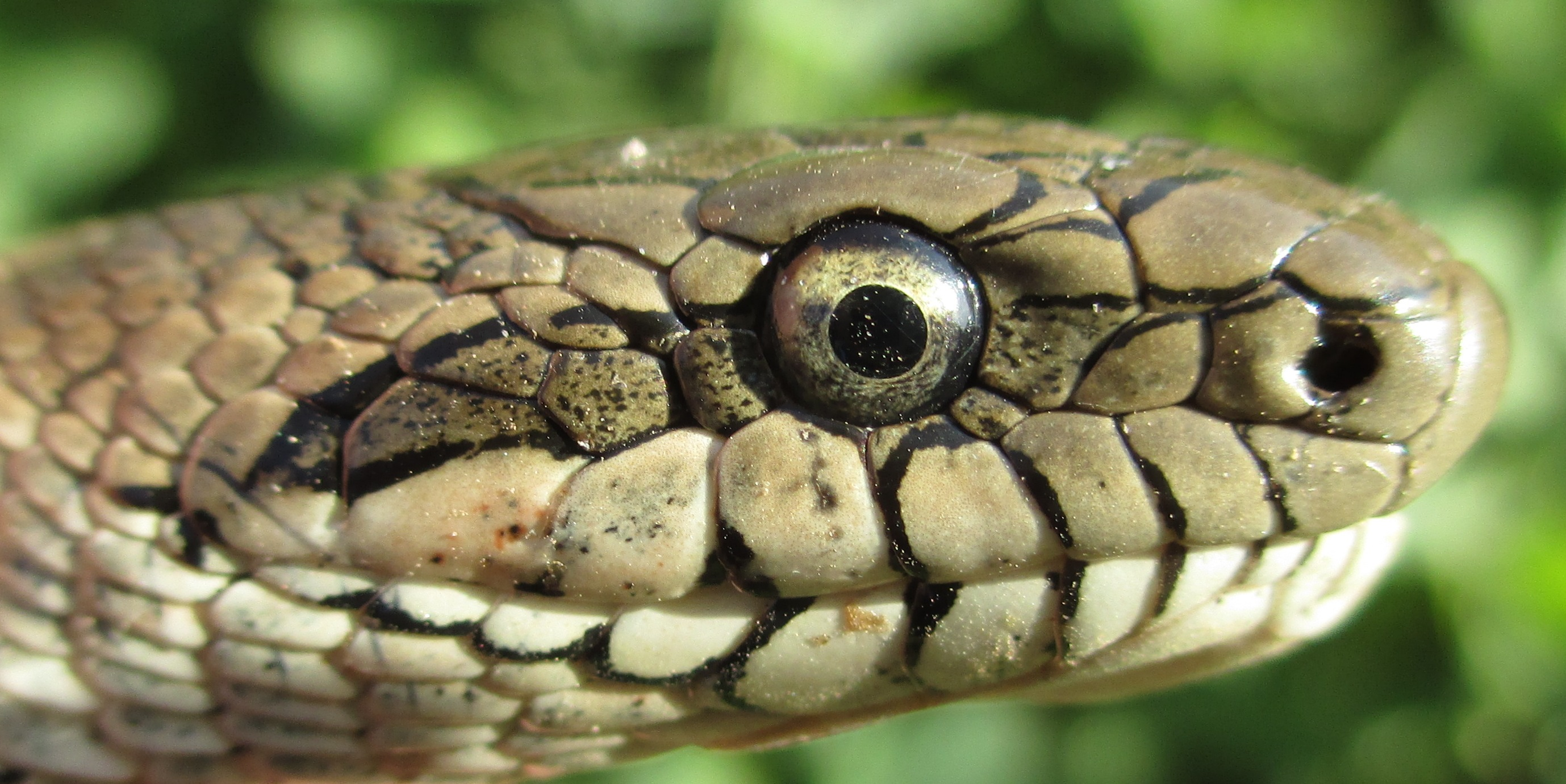
Голова узорчатого полоза крупным планом